# Zone di protezione speciale del Trentino-Alto Adige
Le zone di protezione speciale del Trentino-Alto Adige, individuate in base alla Direttiva Uccelli (Direttiva 2009/147/CE) e appartenenti alla rete Natura 2000, sono 17 nella provincia Autonoma di Bolzano (per un totale di 146 626 ettari) e 19 nella provincia autonoma di Trento (per un totale di 127 133 ettari).

## Zone di protezione speciale della PA Bolzano
| Definizione dell'area                                                 | Immagine | Codice Natura 2000 | Note                                                                               | Sup.  | Coordinate          |
| --------------------------------------------------------------------- | -------- | ------------------ | ---------------------------------------------------------------------------------- | ----- | ------------------- |
| Biotopo Ontaneto di Sluderno                                          |          | IT3110002          | Coincide quasi completamente con la riserva regionale Biotopo Ontaneto di Sluderno | 125   | 46.6494°N 10.5819°E |
| Biotopo Vegetazione Steppica Sonnenberg                               |          | IT3110010          |                                                                                    | 204   | 46.65°N 10.9531°E   |
| Val di Fosse nel Parco Naturale Gruppo di Tessa                       |          | IT3110011          | Completamente compresa nel Parco naturale Gruppo di Tessa                          | 10087 | 46.7336°N 10.9403°E |
| Lacines - Catena del Monteneve nel Parco Naturale Gruppo di Tessa     |          | IT3110012          | Completamente compresa nel Parco naturale Gruppo di Tessa                          | 8095  | 46.8244°N 11.0931°E |
| Biotopo Delta del Valsura                                             |          | IT3110013          |                                                                                    | 33    | 46.6283°N 11.1775°E |
| Parco naturale Vedrette di Ries-Aurina                                |          | IT3110017          |                                                                                    | 31330 | 46.9389°N 12.0775°E |
| Ontaneti dell'Aurino                                                  |          | IT3110018          |                                                                                    | 36    | 46.8889°N 11.95°E   |
| Valle di Funes - Sas De Putia - Rasciesa nel Parco Naturale Puez-Odle |          | IT3110026          | Compresa nel Parco naturale Puez-Odle                                              | 5277  | 46.633°N 11.7885°E  |
| Parco naturale dello Sciliar - Catinaccio                             |          | IT3110029          | Corrisponde al Parco naturale dello Sciliar-Catinaccio                             | 7292  | 46.4983°N 11.5842°E |
| Biotopo Lago di Caldaro                                               |          | IT3110034          |                                                                                    | 241   | 46.3753°N 11.2628°E |
| Parco naturale Monte Corno                                            |          | IT3110036          |                                                                                    | 6848  | 46.2883°N 11.3069°E |
| Ultimo - Solda nel Parco Nazionale dello Stelvio                      |          | IT3110038          | Completamente compresa nel Parco nazionale dello Stelvio                           | 27989 | 46.5208°N 10.8056°E |
| Ortles - Monte Madaccio nel Parco Nazionale dello Stelvio             |          | IT3110039          | Completamente compresa nel Parco nazionale dello Stelvio                           | 4188  | 46.5314°N 10.5225°E |
| Alpe di Cavallaccio nel Parco Nazionale dello Stelvio                 |          | IT3110040          | Completamente compresa nel Parco nazionale dello Stelvio                           | 3517  | 46.6328°N 10.5064°E |
| Parco naturale Fanes - Senes - Braies                                 |          | IT3110049          |                                                                                    | 25453 | 46.6531°N 12.0567°E |
| Parco naturale Tre Cime                                               |          | IT3110050          |                                                                                    | 11892 | 46.6667°N 12.2992°E |
| Biotopo Ahrau di Stegona                                              |          | IT3110051          |                                                                                    | 18    | 46.805°N 11.9275°E  |

## Zone di protezione speciale della PA Trento
| Definizione dell’area              | Immagine | Codice Natura 2000 | Note | Sup.  | Coordinate              |
| ---------------------------------- | -------- | ------------------ | --- | ----- | ----------------------- |
| Fontanazzo                         |          | IT3120030          | Coincide con il Biotopo Fontanazzo | 54    | 46.016111°N 11.6075°E   |
| Inghiaie                           |          | IT3120038          | Coincide quasi completamente con il Biotopo Inghiaie | 30    | 45.9967°N 11.31018°E    |
| La Rocchetta                       |          | IT3120061          | Coincide con il Biotopo La Rocchetta | 89    | 46.248333°N 11.060278°E |
| Lago d'Idro                        |          | IT3120065          | Coincide con il Biotopo Lago d'Idro | 14    | 45.807778°N 10.535°E    |
| Palù di Borghetto                  |          | IT3120077          | Comprende il Biotopo Palù di Borghetto | 7.93  | 45.692222°N 10.925°E    |
| Taio di Nomi                       |          | IT3120082          | Comprende un'area poco più vasta del Biotopo Taio | 5.29  | 45.925°N 11.07988°E     |
| Crinale Pichea - Rocchetta         |          | IT3120093          | | 1009  | 45.915556°N 10.769167°E |
| Alpe di Storo e Bondone            |          | IT3120094          | | 759   | 45.814444°N 10.605833°E |
| Bocca D'ardole - Corno della Paura |          | IT3120095          | | 178   | 45.766111°N 10.940556°E |
| Bocca di Caset                     |          | IT3120096          | | 50    | 45.856944°N 10.69°E     |
| Monti Lessini Nord                 |          | IT3120098          | Compresa nel SIC/ZSC "Monti Lessini - Piccole Dolomiti" | 792   | 45.704268°N 11.088187°E |
| Piccole Dolomiti (area protetta)   |          | IT3120099          | Compresa nel SIC/ZSC "Monti Lessini - Piccole Dolomiti" | 1229  | 45.727604°N 11.140288°E |
| Pasubio (area protetta)            |          | IT3120100          | Completamente compresa nel SIC/ZSC Muga Bianca - Pasubio (IT3120171) | 1836  | 45.814219°N 11.174089°E |
| Val Noana (area protetta)          |          | IT3120126          | | 730   | 46.118333°N 11.850278°E |
| Adige                              |          | IT3120156          | Coincide con il Biotopo Adige | 14    | 45.8689°N 11.008°E      |
| Stelvio (area protetta)            |          | IT3120157          | Completamente compresa nel Parco nazionale dello Stelvio. Comprende i SIC/ZSC "Alta Val di Rabbi" (IT3120001), "Alta Val La Mare" (IT3120002) e "Alta Val del Monte" (IT3120003). | 16119 | 46.414477°N 10.67128°E  |
| Adamello Presanella                |          | IT3120158          | Compresa nel Parco naturale provinciale dell'Adamello-Brenta e nel SIC/ZSC "Adamello" (IT3120175) | 28285 | 46.132282°N 10.631031°E |
| Brenta (area protetta)             |          | IT3120159          | Quasi completamente compresa nel Parco naturale provinciale dell'Adamello-Brenta e nel SIC/ZSC "Dolomiti di Brenta" (IT3120177). Comprende il SIC/ZSC "Monte Sadron" (IT3120176) e l'area Ramsar Lago di Tovel. | 29739 | 46.205168°N 10.904034°E |
| Lagorai (area protetta)            |          | IT3120160          | Contiene i SIC/ZSC: "Val Cadino" (IT3120107), "Lago delle Buse" (IT3120021), "Palù dei Mugheri" (IT3120022), "Catena del Lagorai" (IT3120097), "Val Campelle" (IT3120142), "Passo del Broccon" (IT3120092), "Valle del Vanoi" (IT3120143), "Pale di San Martino" (IT3120178), "Zona Umida Valfloriana" (IT3120024), gran parte del SIC/ZSC "Lagorai Orientale - Cima Bocche" (IT3120168) e gran parte del Parco naturale Paneveggio - Pale di San Martino | 46191 | 46.13282°N 11.642945°E  |